# خالد زمزم‌نژاد
خالد زمزم‌نژاد چهرهٔ سیاسی اصلاح‌طلب و نمایندهٔ منتخب مردم بندر لنگه، بستک و پارسیان، در دهمین دورهٔ مجلس شورای اسلامی بود که آرای او توسط شورای نگهبان باطل شد و بدین طریق از راهیابی به مجلس بازماند.

## منتخب بندر لنگه در مجلس دهم و ابطال آرا
خالد زمزم‌نژاد در دهمین دوره انتخابات مجلس شورای اسلامی، در لیست ائتلاف فراگیر اصلاح‌طلبان: گام دوم در غرب هرمزگان حضور داشت و توانست در مرحلهٔ دوم انتخابات با کسب ۶۰٬۷۵۹ رأی از مجموع ۹۹٬۵۳۶ رأی مأخوذهٔ صحیح، در رتبهٔ اول بندر لنگه و بستک و پارسیان، وارد مجلس دهم شود. اما در نهایت آرای وی توسط شورای نگهبان ابطال شد و نتوانست به مجلس راه یابد.